# Tafahi
Tafahi est une petite île des Tonga d'une superficie de 3,4 km2 et comptant environ 30 habitants.
Elle est située à seulement 9 km au sud-sud-ouest de Niuatoputapu, les deux îles faisant partie du groupe des Niuas, situé à l'extrême nord de l'archipel des Tonga.
L'île a également été appelée Cocos Eylant (île des noix de coco) par les navigateurs hollandais qui l'abordent en 1616, dans le cadre de l'expédition d'Isaac Le Maire et Willem Schouten, ainsi qu'île Boscawen par le britannique Samuel Wallis.
C'est une île volcanique qui a la forme d'un cône, typique d'un stratovolcan. Il culmine à une hauteur de 560 mètres. Le sol est très adapté à la culture du kava et de la vanille, dont les exportations vers le reste des Tonga et au-delà est la principale occupation de la population.

## Histoire

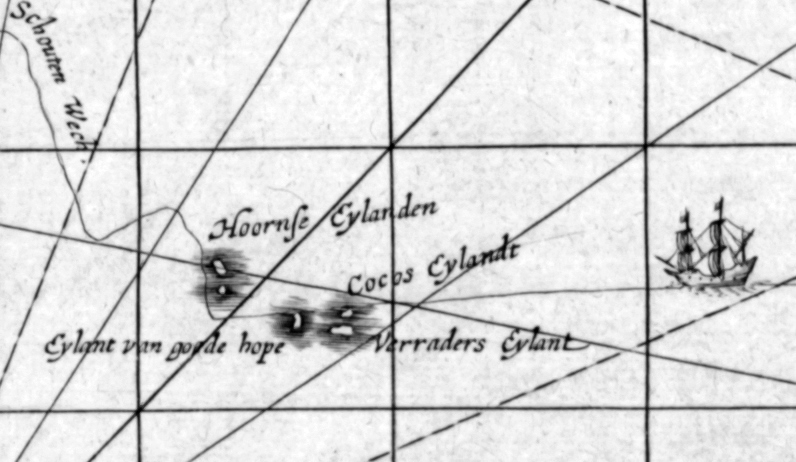
Tafahi (Cocos Eylant) sur une carte de 1619 réalisée par Willem Schouten, navigateur hollandais qui aborde l'île en 1616.

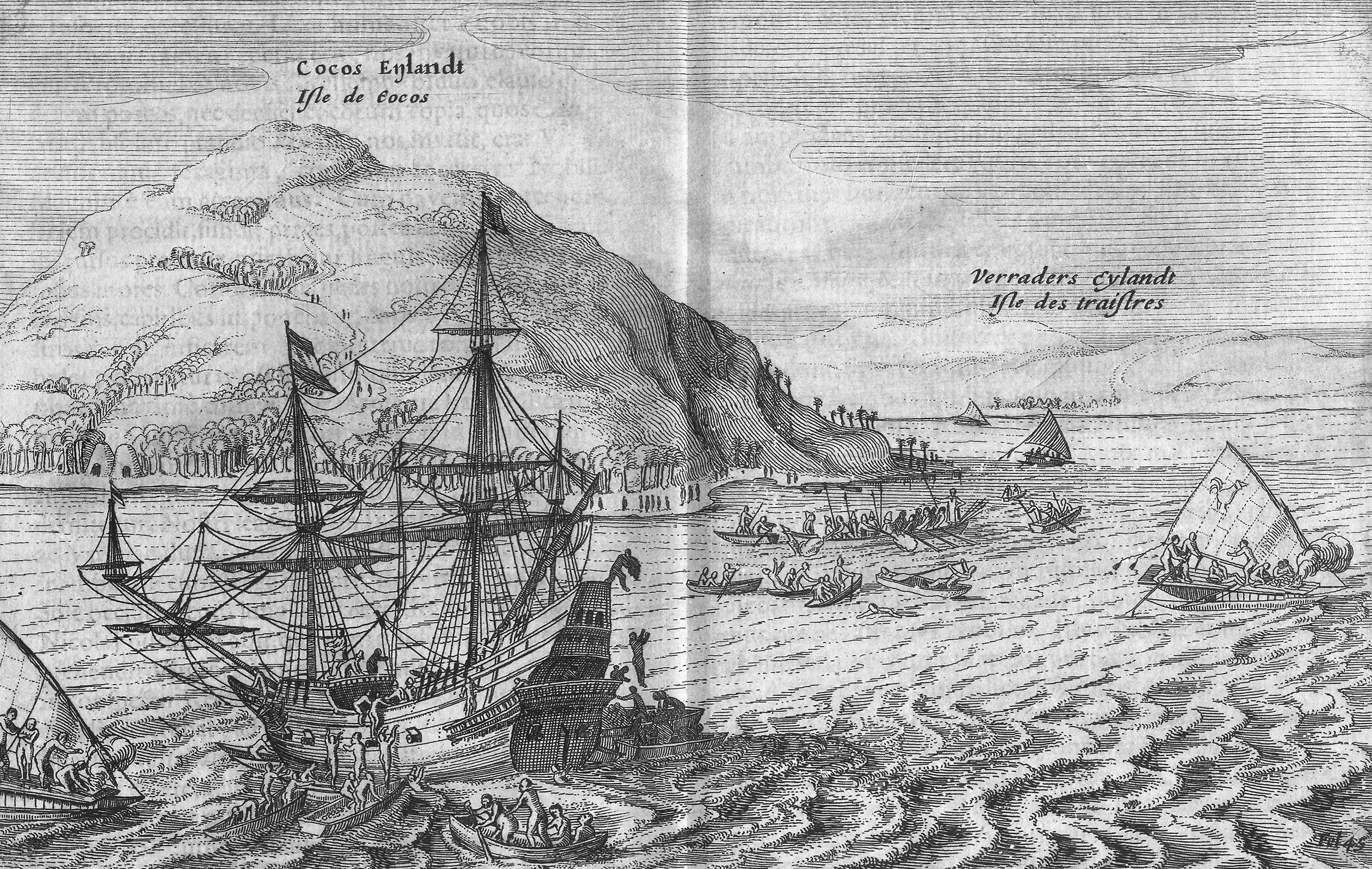
Tafahi et Niuatoputapu dessinées par les Hollandais qui abordent ces îles en 1616. Tafahi est appelée Cocos Eylant, Niuatoputapu "l'île des traitres".

Dans un livre paru en allemand en 2005, traduit en français en 2017 avec des ajouts, l'écrivain franco-suisse Alex Capus a soutenu la thèse que le trésor ecclésiastique de Lima, dérobé en 1820 par le capitaine de navire marchand devenu pirate William Thomson, ne se trouve pas sur l’île Cocos au Costa Rica, mais sur Tafahi, située à moins de 24 heures en pirogue du lieu de l’archipel des Samoa, où le romancier écossais Robert Louis Stevenson a passé les 4 dernières années de sa vie, avant de décéder en 1893 à seulement 44 ans.
L'île aurait été visitée, le plus discrètement possible, aux alentours de 1890, selon l'enquête d'Alex Capus, par Robert Louis Stevenson, accompagné d'un autre blanc et de quatre personnes des Samoa. Robert Louis Stevenson n'en a effectué aucun récit mais y fait allusion, un an avant son décès, dans un poème, rédigé  en vers à la demande personnelle de son médecin, le français Georges Philippe Trousseau. Une petite plage, au sud de l'île, abrite une grotte où Robert Louis Stevenson aurait voulu récupérer des canots contenant le trésor ecclésiastique de Lima.
Selon Capus, Robert Louis Stevenson a découvert que Tafahi était appelée île Cocos sur les anciennes cartes navales, et qu'avec les courants marins, il était tout à fait possible que le navire du pirate Thomson, en prenant la fuite depuis le Pérou, se soit échoué dans les environs. Pour Alex Capus, Stevenson a passé la fin de sa vie à y chercher le trésor.

## Galerie

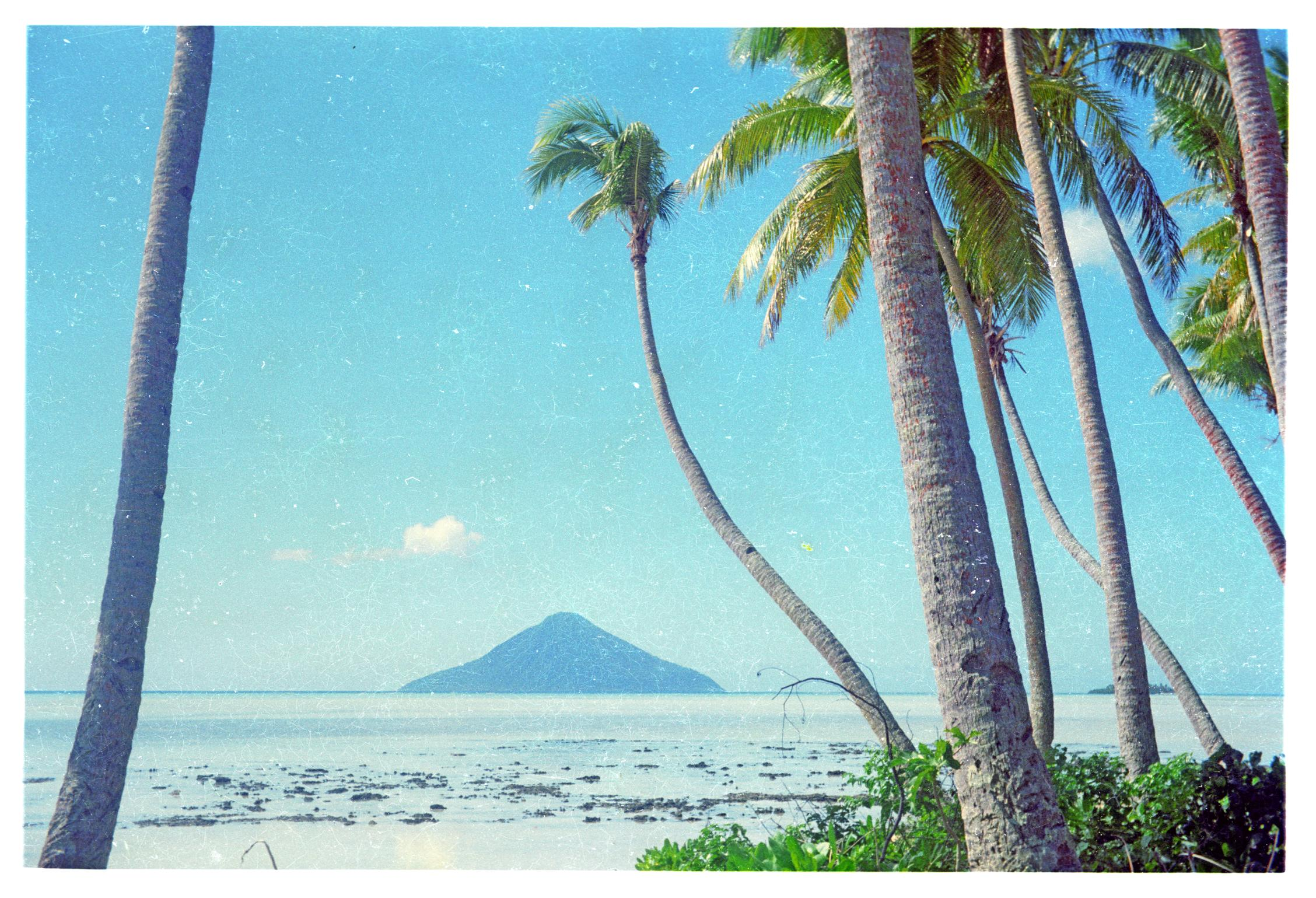
Tafahi vue depuis l'île de Niuatoputapu
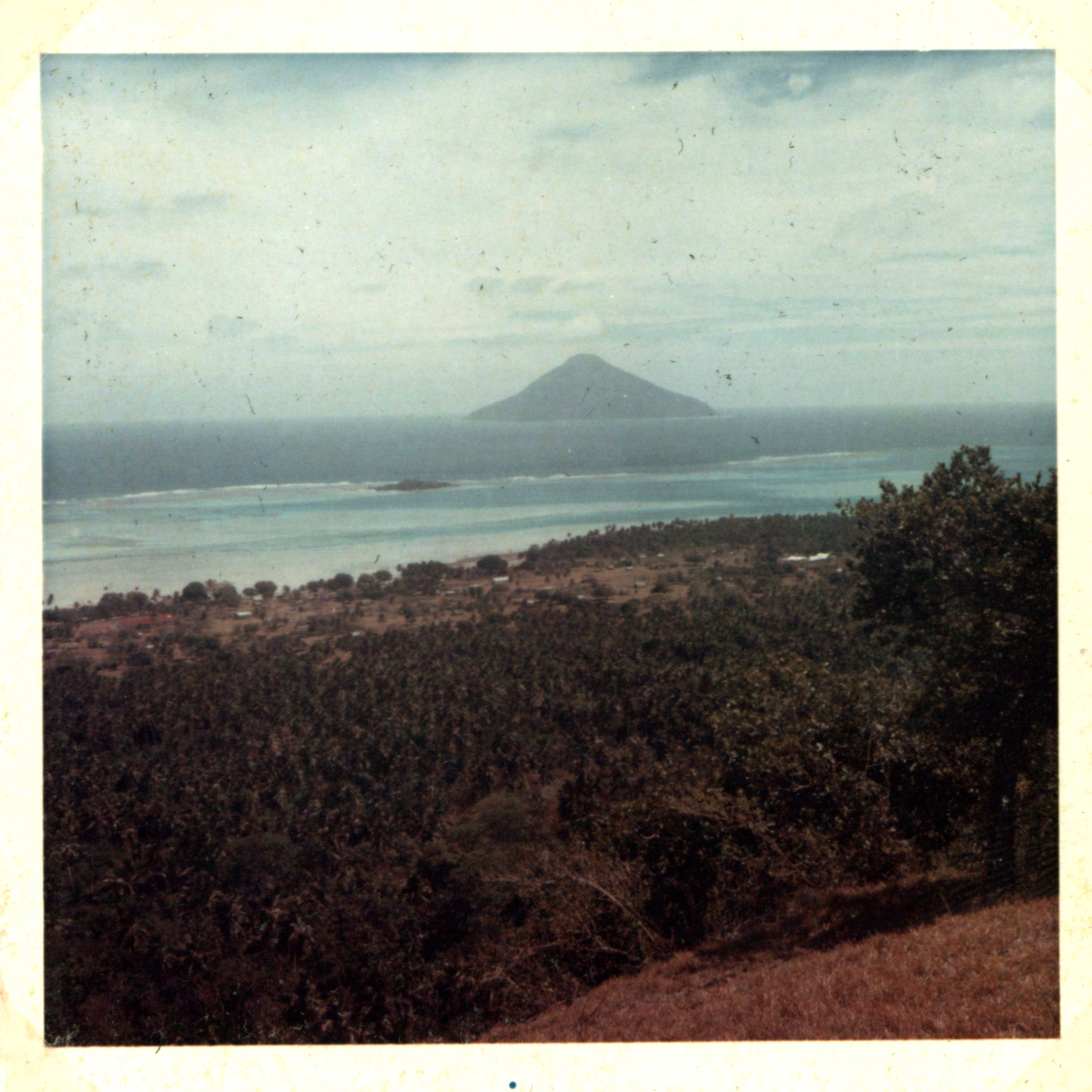
Vue de Tafahi depuis le centre de Niuatoputapu